# پیت هوکسترا
پیت هوکسترا (هلندی: Piet Hoekstra؛ زادهٔ ۲۴ مارس ۱۹۴۷) دوچرخه‌سوار اهل هلند است.